# Manfred Wildner
Manfred J. W. Wildner (* 1959) ist ein deutscher Orthopäde, Epidemiologe und Publizist.

## Werdegang
Manfred Wildner studierte unterstützt durch die Bayerische Begabtenförderung Humanmedizin an der LMU München mit Gastaufenthalten an der University of Nottingham Medical School, wo er 1987 zum Dr. med. promoviert wurde. Er absolvierte die Weiterbildung zum Facharzt für Orthopädie und anschließend die Ausbildung zum Master of Public Health an der Harvard School of Public Health (1994/1995) und habilitierte sich 2002 an der Medizinischen Fakultät der Ludwig-Maximilians-Universität München in Epidemiologie und Public Health.
Von 1987 bis 1994 war Wildner an orthopädisch-chirurgischen Klinken in Stoke Mandeville, Oxford, Boston (MA) und Freiburg im Breisgau ärztlich tätig. Nach Projekttätigkeiten am Bundesgesundheitsamt und am Robert Koch-Institut war er ab 1996 am Institut für Medizinische Informationsverarbeitung, Biometrie und Epidemiologie (IBE) der Ludwig-Maximilians-Universität München tätig, von 1999 bis 2002 als Wissenschaftlicher Geschäftsführer der Forschungs- und Koordinierungsstelle des Bayerischen Forschungs- und Aktionsverbund Public Health.
Ab 2003 arbeitete er am Bayerischen Landesamt für Gesundheit und Lebensmittelsicherheit (LGL), zunächst als Sachgebietsleiter und stellvertretender Institutsleiter, ab 2009 als Leiter des Bayerischen Landesinstituts Gesundheit. Seit 2010 ist er Inhaber der Brückenprofessur für  Public Health Policy & Administration an der Ludwig-Maximilians-Universität München und war im Rahmen der Pettenkofer School of Public Health von 2010 bis 2023 Programmverantwortlicher des Studienschwerpunkts „Health Administration and Management“ der Hochschule.
Seit 2008 ist Wildner Hauptschriftleiter der Zeitschrift Das Gesundheitswesen.

## Veröffentlichungen (Auswahl)
- Jochen Haisch, Rolf Weitkunat, Manfred Wildner (Hrsg.). Wörterbuch Public Health – Gesundheitswissenschaften. Huber, Bern 1999. ISBN 978-3456830513.
- Ursula Schlipköter, Manfred Wildner (Hrsg.): Lehrbuch Infektionsepidemiologie. Hogrefe, Göttingen 2006. ISBN 978-3-456-84341-4.
- Joseph Kuhn, Manfred Wildner: Gesundheitsdaten verstehen: Statistiken lesen lernen – ein Einsteigerbuch. Hogrefe, Göttingen 2019. ISBN 978-3456859125.
- Gottfried Roller, Manfred Wildner (Hrsg.): Lehrbuch Öffentliche Gesundheit. Grundlagen, Praxis und Perspektiven. Hogrefe, Göttingen 2024. ISBN 978-3-456-86028-2.

## Ehrungen (Auswahl)
- Johann-Peter-Frank-Medaille des Bundesverband der Ärztinnen und Ärzte des Öffentlichen Gesundheitsdienstes (BVÖGD)[12][13]